# حلوان لمحركات الديزل
شركة حلوان للصناعات غير الحديدية أو مصنع 909 الحربي هي شركة مساهمة حكومية مصرية، إحدى شركات الهيئة القومية للإنتاج الحربي التابعة لوزارة الدولة للإنتاج الحربي، أنشأت عام 1960 تأسست شركة حلوان لمحركات الديزل كشركة صناعية لمحركات الديزل في مصر والشرق الأوسط. شيد المصنع لإنتاج محركات ديزل لمختلف التطبيقات ولقد حصل على شهادتى الأيزو 9001 منذ عام 2000 وشهادة الأيزو 14001 منذ عام 2004.

## منتجات الشركة
- محركات ديزل صغيرة ومتوسطة القدرة وهى عائلة المحرك H بقدرة من 40 حتى 268 حصان.
- عائلة المحرك حلوان D110 بقدرة من 30 حتى 120 حصان.
- عائلة المحرك دويتس FL511 بقدرة من 7.5 حتى 30 حصان.